# 埃里希·科伦斯

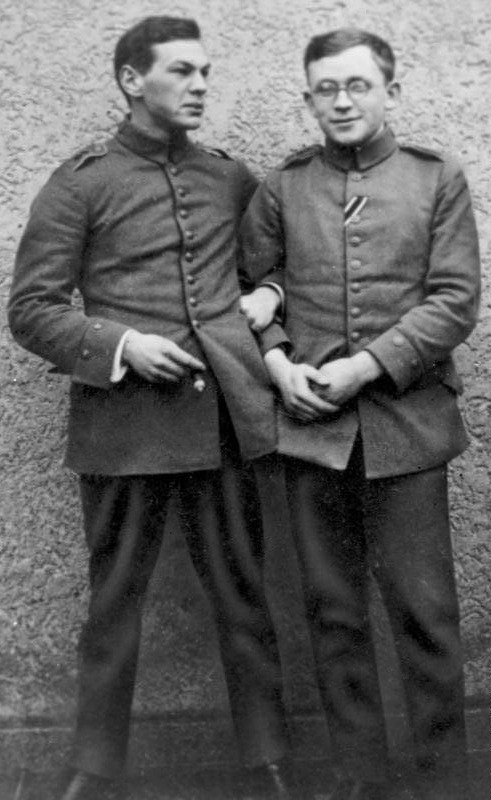
1915年与苏联间谍理查·佐尔格的合影

埃里希·科伦斯（德語： 1896年5月12日—1981年5月18日）德国化学、东德全国阵线全国委员会主席。德国生物学家卡尔·科伦斯之子。毕业于蒂宾根大学，曾就职于德累斯顿工业大学。